# Mellanvikt i grekisk-romersk stil i brottning vid olympiska sommarspelen 1996
Herrarnas brottningsturnering i grekisk romersk stil i viktklassen mellanvikt vid olympiska sommarspelen 1996 avgjordes i Atlanta i Georgia World Congress Center. 

## Medaljörer
| Klass      | Guld                      | Silver                   | Brons                         |
| Mellanvikt | Hamza Yerlikaya · Turkiet | Thomas Zander · Tyskland | Valerij Tsilent · Vitryssland |

## Resultat
Guld- och silvermedaljörerna korades genom en klassisk turnering där vinnaren i finalen erhöll guld, och förloraren silver. Förlorarna från omgång ett fram till semifinalen fick återkvala och vinnaren fick till slut brons.
- PA — Vinst genom att motståndaren skadats

### Huvudtabell

#### Runda 1
| Brottare 1               | Poäng  | Brottare 2                  |
| ------------------------ | ------ | --------------------------- |
| Däulet Turlychanov (KAZ) | TO     | Elias Marcano (VEN)         |
| Raatbek Sanatbajev (KGZ) | 3 - 0  | Aleksandar Jovančević (YUG) |
| Valerij Tsilent (BLR)    | 10 - 0 | Jean-Pierre Wafflard (BEL)  |
| Dan Henderson (USA)      | 3 - 1  | Pavel Frinta (CZE)          |
| Martin Lidberg (SWE)     | 2 - 0  | Levon Geghamjan (ARM)       |
| Sergej Tsvir (RUS)       | 3 - 0  | Péter Farkas (HUN)          |
| Félix Isisola (PER)      | 0 - 10 | Thomas Zander (GER)         |
| Tuomo Karila (FIN)       | 0 - 2  | Gotsha Tsitsiashvili (ISR)  |
| Park Myung-Suk (KOR)     | 5 - 3  | Anton Arghira (ROU)         |
| Hamza Yerlikaya (TUR)    |        | Bye                         |

#### Åttondelsfinaler
| Brottare 1                 | Poäng | Brottare 2               |
| -------------------------- | ----- | ------------------------ |
| Hamza Yerlikaya (TUR)      | 7 - 0 | Däulet Turlychanov (KAZ) |
| Raatbek Sanatbajev (KGZ)   | 1 - 7 | Valeriy Tsilent (BLR)    |
| Dan Henderson (USA)        | 1 - 3 | Martin Lidberg (SWE)     |
| Sergej Tsvir (RUS)         | DQ    | Thomas Zander (GER)      |
| Gotsha Tsitsiashvili (ISR) | 4 - 1 | Park Myung-Suk (KOR)     |

#### Kvartsfinaler
| Brottare 1                 | Poäng | Brottare 2            |
| -------------------------- | ----- | --------------------- |
| Hamza Yerlikaya (TUR)      | 5 - 0 | Valeriy Tsilent (BLR) |
| Martin Lidberg (SWE)       |       | Bye                   |
| Thomas Zander (GER)        |       | Bye                   |
| Gotsha Tsitsiashvili (ISR) |       | Bye                   |

#### Semifinaler
| Brottare 1            | Poäng | Brottare 2                 |
| --------------------- | ----- | -------------------------- |
| Hamza Yerlikaya (TUR) | 1 - 0 | Martin Lidberg (SWE)       |
| Thomas Zander (GER)   | 3 - 1 | Gotsha Tsitsiashvili (ISR) |

#### Final
| Brottare 1            | Poäng | Brottare 2          |
| --------------------- | ----- | ------------------- |
| Hamza Yerlikaya (TUR) | 3 - 0 | Thomas Zander (GER) |

### Återkval

#### Omgång 2
| Brottare 1                 | Poäng  | Brottare 2                  |
| -------------------------- | ------ | --------------------------- |
| Elias Marcano (VEN)        | 1 - 11 | Aleksandar Jovančević (YUG) |
| Jean-Pierre Wafflard (BEL) | 0 - 2  | Pavel Frinta (CZE)          |
| Levon Geghamjan (ARM)      | 4 - 0  | Péter Farkas (HUN)          |
| Félix Isisola (PER)        | 0 - 11 | Tuomo Karila (FIN)          |
| Anton Arghira (ROU)        |        | Bye                         |

#### Omgång 3
| Brottare 1               | Poäng  | Brottare 2                  |
| ------------------------ | ------ | --------------------------- |
| Anton Arghira (ROU)      | 0 - 5  | Aleksandar Jovančević (YUG) |
| Pavel Frinta (CZE)       | 2 - 3  | Levon Geghamyan (ARM)       |
| Tuomo Karila (FIN)       | 3 - 7  | Daulet Turlichanov (KAZ)    |
| Raatbek Sanatbajev (KGZ) | 3 - 2  | Dan Henderson (USA)         |
| Sergey Tsvir (RUS)       | 11 - 0 | Park Myung-Suk (KOR)        |

#### Omgång 4
| Brottare 1                  | Poäng | Brottare 2               |
| --------------------------- | ----- | ------------------------ |
| Aleksandar Jovančević (YUG) | 0 - 2 | Levon Geghamjan (ARM)    |
| Daulet Turlichanov (KAZ)    | 4 - 3 | Raatbek Sanatbajev (KGZ) |
| Sergej Tsvir (RUS)          | PA    | Valerij Tsilent (BLR)    |

#### Omgång 5
| Brottare 1            | Poäng | Brottare 2               |
| --------------------- | ----- | ------------------------ |
| Levon Geghamjan (ARM) | 1 - 3 | Daulet Turlichanov (KAZ) |
| Valerij Tsilent (BLR) |       | Bye                      |

#### Omgång 6
| Brottare 1               | Poäng | Brottare 2                 |
| ------------------------ | ----- | -------------------------- |
| Martin Lidberg (SWE)     | 1 - 4 | Valerij Tsilent (BLR)      |
| Daulet Turlichanov (KAZ) | 4 - 0 | Gotsha Tsitsiashvili (ISR) |

#### Bronsmatch
| Brottare 1            | Poäng | Brottare 2               |
| --------------------- | ----- | ------------------------ |
| Valerij Tsilent (BLR) | 4 - 0 | Daulet Turlichanov (KAZ) |